# Antigone (Geliebte des Philotas)
Antigone war eine im 4. Jahrhundert v. Chr. lebende, aus Pydna oder Pella stammende Makedonin zur Zeit Alexanders des Großen.
Antigone wurde vom persischen Flottenkommandanten  Autophradates gefangen genommen. Alexander der Große ließ nach seinem Sieg über den Perserkönig Dareios III. in der Schlacht bei Issos (November 333 v. Chr.) durch seinen Heerführer Parmenion das persische Standlager nahe Damaskus besetzen. Damals befand sich Antigone in diesem königlichen Lager und fiel Parmenion neben dem gesamten persischen Kriegsschatz in die Hände. In der Folge wurde sie die Hetäre von Parmenions ältestem Sohn Philotas. Dieser gehörte zu den ranghöchsten Befehlshabern im makedonischen Heer, geriet aber 330 v. Chr. in Verdacht, an einer Verschwörung gegen Alexander teilgenommen zu haben. Antigone hatte bereits einige Zeit früher unvorsichtige Äußerungen, die Philotas in ihrer Gegenwart über den Makedonenkönig gemacht hatte, verraten und war von Alexander wie eine Spionin mit der Überwachung ihres Geliebten beauftragt worden. So trug sie zum Untergang der Philotas bei, der wegen des vermeintlichen Komplotts gegen Alexander hingerichtet wurde. Ihr weiteres Schicksal ist unbekannt.